# Miraflores de la Sierra
Miraflores de la Sierra är en stad och kommun i Spanien.   Den ligger i den autonoma provinsen Madrid, i den centrala delen av landet, 40 km norr om huvudstaden Madrid. Antalet invånare är 5 979.

## Geografi
Miraflores gränsar i väster till Soto del Real; i norr till Rascafría, Canencia och Bustarviejo; i öster till Guadalix de la Sierra och i söder till Colmenar Viejo.

## Kulturarv
Plaza del Álamo är ett av områdena med störst kommersiell och gastronomisk aktivitet. I närheten ligger kyrkan, invigd till la Asunción de Nuestra Señora. Den första kyrkan går tillbaka till 1400-talet och under de följande århundradena gjordes successiva utbyggnader och modifieringar. Rådhuset och kulturhuset är andra byggnader av intresse.
Miraflores är känt för sina källor och rekreationsområden som Fuente del Cura (”prästens källa”) och helgedomen San Blas. La Fuente Nueva är en stensatt källa med anor från 1791. Dess två stora runda bassänger användes, den ena för att tvätta kläder och den andra som vattentråg för boskapen.
Grottan Virgen de Begoña (”Jungfrun av Begoña”) är en välbesökt plats för bön och kontemplation. Den är privat och grundades av Julián Reyzabal Delgado. År 2002 beviljade kardinalärkebiskopen av Madrid licens att fira eukaristin.

### Namnets ursprung
Miraflores de la Sierra grundades av nybyggare från Segovia i mitten eller slutet av 1200-talet. Första namet på Miraflores var Porquerizas. Namnet kan ha två betydelser:
- En plats där grisar föds upp
- En plats där vildsvin förekommer

Enligt legenden inträffade namnbytet 1627, när Isabella av Bourbon, hustru till Filip IV, vilade på en platå vid foten av La Najarra under en färd till kartusianklostret Paular. Hon tittade på Porquerizas i fjärran och slogs av överflödet av blommor. I ungdomlig glädje utbrast hon: ¡mira, flores! (”Titta, blommor!”). En av hennes följeslagare föreslog att man skulle byta namn på den pittoreska platsen, vilket också skedde.